# Kurvenkreisel

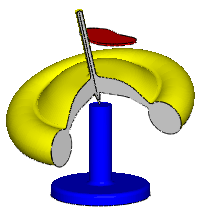
Realisierung eines Kurvenkreisels (gelb) mit Schwerpunktslagerung (blau) und Führungskurve (rot).

Der Kurvenkreisel oder auch perimetrische Kreisel ist ein in seinem Schwerpunkt gelagerter Kreisel, der eine stofflich ausgebildete Achse besitzt, die an einer raumfesten, ebenfalls stofflich ausgebildeten Kurve abrollt, siehe Bild.
Unter bestimmten Bedingungen folgt die Kreiselachse der Kurve selbst durch Windungen und Ecken. Denn durch die Reibkraft bewegt sich die Achse an der Kurve entlang und wird dabei geschwenkt. Infolgedessen entstehen Kreiselwirkungen, die bei geeigneter Massenverteilung des Kreisels die Kreiselachse gegen die Kurve drücken und das mitunter unerwartet heftig.
In Kollermühlen wird der Anpressdruck technisch ausgenutzt. Erfunden wurde der Kurvenkreisel von G. Sire.

## Analytische Fundierung

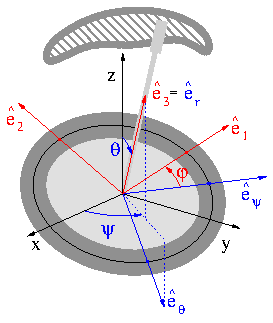
Beim Kurvenkreisel benutzte Koordinatensysteme

Die Theorie ist weniger verwickelt, wenn der Kurvenkreisel ein Symmetrischer Kreisel wie im Bild ist, dessen Figurenachse auf der Kurve schlupflos abrollt, und davon wird hier ausgegangen.
Dann ist der Spurkegel und Polkegel durch die Führungskurve bzw. den Querschnitt der Figurenachse auf der Höhe der Führungskurve in Verbindung mit dem Stützpunkt gegeben. Bei gleitungslosem Abrollen der Kegel aufeinander wird die Drehachse und mit ihr der axiale Drehimpuls mit bekannter Geschwindigkeit geschwenkt. Dem Drallsatz zufolge entsteht dabei ein Kreiselmoment, aus dem die zur Kurve senkrechte Kraftkomponente ermittelt werden kann. Weist sie von der Kurve zur Figurenachse, dann presst die Kurve gegen die Achse und umgekehrt, sodass der Kreisel der Kurve anliegt.
Die raumfeste Kurve wird als sphärische Kurve mit einer Funktion θ( ψ ) in Kugelkoordinaten {r, θ, ψ} angesetzt, siehe Bild. Das beim Kurvenkreisel benutzte Zwischensystem (blau im Bild) lautet in diesen Kugelkoordinaten:
{\displaystyle {\hat {e}}_{r}={\begin{pmatrix}\sin(\theta )\cos(\psi )\\\sin(\theta )\sin(\psi )\\\cos(\theta )\end{pmatrix}},\;{\hat {e}}_{\theta }={\begin{pmatrix}\cos(\theta )\cos(\psi )\\\cos(\theta )\sin(\psi )\\-\sin(\theta )\end{pmatrix}},\;{\hat {e}}_{\psi }={\begin{pmatrix}-\sin(\psi )\\\cos(\psi )\\0\end{pmatrix}}}
Es wird so gelegt, dass êr die Figurenachse ist und êψ parallel zur Tangente an die gegebene Kurve ist, an der Stelle, wo die Figurenachse diese berührt. Im körperfesten Hauptachsensystem ê1,2,3 (rot im Bild) drehen die äquatorialen Hauptachsen ê1,2 um die Figurenachse mit dem Winkel φ:
ê1 = cos(φ) êψ - sin(φ) êθ
ê2 = -sin(φ) êψ - cos(φ) êθ
ê3 = êr
Die Winkelgeschwindigkeit verläuft bei schlupflosem Abrollen auf der Führungskurve vom Stützpunkt zu ihr und schließt mit der z-Achse den Winkel θk = θ - α ein, worin θk der Öffnungswinkel des Spurkegels (zwischen Drehachse und Lotlinie) und α derjenige des Polkegels ist (zwischen Drehachse und Figurenachse). Im Hauptachsensystem schreibt sich die Winkelgeschwindigkeit
{\displaystyle {\begin{aligned}{\vec {\omega }}=\ &\omega _{1}{\hat {e}}_{1}+\omega _{2}{\hat {e}}_{2}+\omega _{3}{\hat {e}}_{3}\\\omega _{1}=\ &{\dot {\theta }}\cos(\varphi )+{\dot {\psi }}\sin(\theta )\sin(\varphi )\\\omega _{2}=\ &-{\dot {\theta }}\sin(\varphi )+{\dot {\psi }}\sin(\theta )\cos(\varphi )\\\omega _{3}=\ &{\dot {\varphi }}+{\dot {\psi }}\cos(\theta )\end{aligned}}}
und aus ihr ergibt sich der Drehimpuls mittels der Hauptträgheitsmomente A, A bzw. C um die Hauptachsen:
{\displaystyle {\vec {L}}=A\omega _{1}{\hat {e}}_{1}+A\omega _{2}{\hat {e}}_{2}+C\omega _{3}{\hat {e}}_{3}}
Dessen Zeitableitung kann nun unter Benutzung von {\displaystyle {\dot {\hat {e}}}_{1,2,3}={\vec {\omega }}\times {\hat {e}}_{1,2,3}} berechnet werden. Bei φ = 0 ergibt sich im Zwischensystem:
{\displaystyle {\begin{aligned}{\vec {M}}={\dot {\vec {L}}}=&C[{\ddot {\varphi }}+{\ddot {\psi }}\cos(\theta )-{\dot {\psi }}{\dot {\theta }}\sin(\theta )]{\hat {e}}_{r}\\&+\{C{\dot {\theta }}[{\dot {\varphi }}+{\dot {\psi }}\cos(\theta )]-A[{\ddot {\psi }}\sin(\theta )+2{\dot {\psi }}{\dot {\theta }}\cos(\theta )]\}{\hat {e}}_{\theta }\\&+\{A{\ddot {\theta }}+C{\dot {\psi }}\sin(\theta )[{\dot {\varphi }}+{\dot {\psi }}\cos(\theta )]-A{\dot {\psi }}^{2}\sin(\theta )\cos(\theta )\}{\hat {e}}_{\psi }\end{aligned}}}
Wenn, wie konstruiert, die ψ-Richtung tangential zur Führungskurve ist, dann haben die Komponenten des Moments die folgenden Auswirkungen:
1. Das Moment in r-Richtung beschleunigt oder verzögert die Drehbewegung, weshalb {\displaystyle {\dot {\varphi }}} im Allgemeinen nicht konstant ist.
2. Das Moment in θ-Richtung muss von der Reibkraft aufgebracht werden, die bei zu geringem Anpressdruck nicht gegeben ist, weshalb die Figurenachse dann auf der Kurve entlang gleitet.[3]
3. Die Komponente in ψ-Richtung presst den Kreisel gegen die Kurve oder löst ihn von ihr.

Zwei Spezialfälle werden näher betrachtet.

### Umlauf auf einem Meridian
Auf einem Meridian sei {\displaystyle {\dot {\psi }}={\ddot {\psi }}=0} und der Kreisel rotiere mit konstanter Geschwindigkeit {\displaystyle ({\ddot {\theta }}={\ddot {\varphi }}=0)} in einer zu êψ senkrechten Ebene. Dann wird obiges Moment zu {\displaystyle {\vec {M}}=C{\dot {\theta }}{\dot {\varphi }}{\hat {e}}_{\theta }}. Wenn R der Radius des Meridians und r der Radius der Figurenachse auf Höhe des Meridians ist, dann hat die Anpresskraft der Figurenachse den Hebelarm ρ êr mit ρ² = R² - r² und beim Meridian die Richtung êψ:
{\displaystyle {\vec {M}}=C{\dot {\theta }}{\dot {\varphi }}{\hat {e}}_{\theta }=(\rho {\hat {e}}_{r})\times (F{\hat {e}}_{\psi })=(\rho {\hat {e}}_{r})\times {\frac {-C{\dot {\theta }}{\dot {\varphi }}}{\rho }}{\hat {e}}_{\psi }}
Wenn der Abstandsvektor von der Mitte der Figurenachse zur Kurve r êψ ist, dann gilt die Rollbedingung {\displaystyle r{\dot {\varphi }}=\rho {\dot {\theta }}}. Die resultierende Kraft {\displaystyle F=-{\tfrac {C}{r}}{\dot {\theta }}^{2}} ist von der Kurve zur Achse gerichtet, die ihrerseits nach dem Prinzip Actio und Reactio auf die Kurve drückt. Die Druckkraft ist proportional zum Quadrat der Drehgeschwindigkeit {\displaystyle {\dot {\theta }}}.
Wenn umgekehrt -r êψ von der Mitte der Figurenachse zur Kurve weist, dann schreibt sich die Rollbedingung {\displaystyle r{\dot {\varphi }}=-\rho {\dot {\theta }}}, weswegen der Kreisel auch hier und mit gleich großer Kraft wie im ersten Fall gegen die Kurve presst.

### Umlauf auf einem Breitenkreis
In diesem Spezialfall ist der θ konstant {\displaystyle ({\dot {\theta }}={\ddot {\theta }}=0)}, wobei 0 ≤ θ ≤ 90° angenommen werden darf, und bei gleichförmigem Abrollen ist {\displaystyle {\ddot {\psi }}={\ddot {\varphi }}=0}. Damit ergibt sich das obige Moment im Zwischensystem zu
{\displaystyle {\vec {M}}=\left[C{\dot {\varphi }}+(C-A){\dot {\psi }}\cos(\theta )\right]{\dot {\psi }}\sin(\theta ){\hat {e}}_{\psi }}.

#### Äußerer Umlauf
Rollt der Kreisel außen auf der Kurve ab, besagt die Rollbedingung {\displaystyle r{\dot {\varphi }}=R\sin(\theta _{K}){\dot {\psi }}}, wobei {\displaystyle R} der Radius der Kugel ist, auf dem der Breitenkreis liegt, {\displaystyle r} der Radius der Figurenachse auf der Höhe des Breitenkreises ist. Der Spurkegel und Polkegel haben die Öffnungswinkel θK bzw. α, sodass die Figurenachse den Winkel θ = θK + α mit der Senkrechten einnimmt. Auch hier resultiert das Moment gemäß {\displaystyle {\vec {M}}={\sqrt {R^{2}-r^{2}}}{\hat {e}}_{r}\times (F{\hat {e}}_{\theta })} aus einer Kraft
{\displaystyle F={\frac {R\sin(\theta _{k})-\rho _{0}}{r{\sqrt {R^{2}-r^{2}}}}}C{\dot {\psi }}^{2}\sin(\theta )\quad {\text{mit}}\quad \rho _{0}:={\frac {A-C}{C}}r\cos(\theta )}
Wenn die Kraft {\displaystyle F} positiv ist, dann drückt die Kurve gegen den Kreisel und umgekehrt. Wieder ist die Druckkraft proportional zum Quadrat der Winkelgeschwindigkeit.
Beim abgeplatteten Kreisel ist C > A, ρ0 < 0 und der Zähler im Bruch immer positiv, sodass der abgeplattete Kreisel die Kurve jedenfalls, selbst in scharfen Ecken, nachfährt.
Beim gestreckten Kreisel ist A > C, ρ0 > 0 und der Kreisel lehnt sich dem Breitenkreis nur an, falls R sin(θK) > ρ0 ist. Diese Bedingung lässt sich so interpretieren, dass der Kreisel dem Breitenkreis nur anhaftet, wenn dessen Öffnungswinkel θK größer als der des Nutationskegels ist, dem der kräftefreie Kreisel bei gegebener Eigendrehgeschwindigkeit frei folgen würde.
Denn beim kräftefreien Kreisel ist
{\displaystyle {\dot {\psi }}={\frac {C\omega _{3}}{A\cos(\theta )}}\,,\quad {\dot {\varphi }}={\frac {A-C}{A}}\omega _{3}\quad \rightarrow \quad {\frac {\dot {\varphi }}{\dot {\psi }}}={\frac {A-C}{C}}\cos(\theta )}
Rollt der kräftefreie Kreisel an einem Breitenkreis ab, dann ist die Rollbedingung {\displaystyle r{\dot {\varphi }}=R\sin(\theta _{K}){\dot {\psi }}} erfüllt und für den Radius des Breitenkreises ergibt sich
{\displaystyle R\sin(\theta _{K})=r{\frac {\dot {\varphi }}{\dot {\psi }}}=r{\frac {A-C}{C}}\cos(\theta )}
also gerade der kritische Radius ρ0 des Breitenkreises für den gestreckten Kurvenkreisel.

#### Innerer Umlauf
Läuft der Kurvenkreisel innen am Breitenkreis entlang, dann ändert sich aufgrund von θ = θK - α die Rollbedingung ab in {\displaystyle r{\dot {\varphi }}=-R\sin(\theta _{K}){\dot {\psi }}} und obiges Moment wird zu
{\displaystyle {\vec {M}}=\left[C{\dot {\varphi }}+(C-A){\dot {\psi }}\cos(\theta )\right]{\dot {\psi }}\sin(\theta ){\hat {e}}_{\psi }=-{\frac {R\sin(\theta _{K})+\rho _{0}}{r}}C{\dot {\psi }}^{2}\sin(\theta ){\hat {e}}_{\psi }}
mit ρ0 wie im voran gegangenen Abschnitt. Aus {\displaystyle {\vec {M}}={\sqrt {R^{2}-r^{2}}}{\hat {e}}_{r}\times (F{\hat {e}}_{\theta })} ergibt sich hier die Kraft
{\displaystyle F=-{\frac {R\sin(\theta _{K})+\rho _{0}}{r{\sqrt {R^{2}-r^{2}}}}}C{\dot {\psi }}^{2}\sin(\theta )}
Wenn diese negativ ist, dann drückt die Kurve gegen den Kreisel und umgekehrt. Hier ist es der gestreckte Kreisel der wegen ρ0 > 0 der Kurve innen immer folgt. Aber auch der abgeplattete Kreisel tut das, denn wegen C > A und |cos(θ)| ≤ 1 ist |ρ0| < r. Damit ist aber R sin(θK) > |ρ0|, denn aus kinematischen Gründen muss R sin(θK) > r gewährleistet sein, wenn ein Abrollen auf der konkaven Seite der Führungskurve stattfinden soll.
Der an einer konkaven Führungskurve innen abrollende Kurvenkreisel verlässt diese Kurve nie.

## Kollermühle

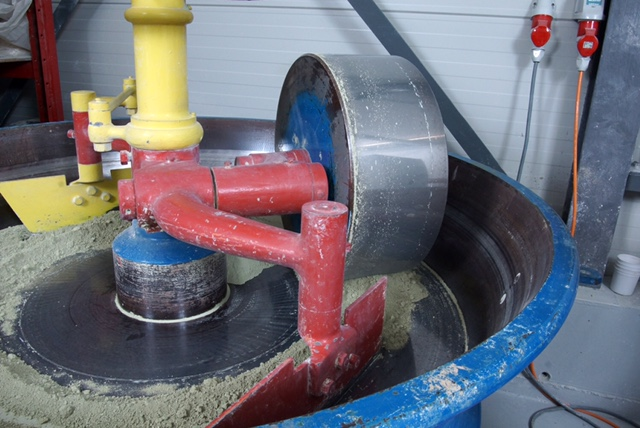
Kollergang bei Sax-Farben in Urdorf, Kanton Zürich

Die Kollermühle, wie eine im Bild zu sehen ist, ist eine technische Anwendung des Kurvenkreisels. Hier wird ausgenutzt, dass die Kraft, die auf das Mahlgut wirkt, durch die Kreiselwirkung erhöht wird.
Im Abschnitt #Äußerer Umlauf um einen Breitenkreis ergab sich die Druckkraft
{\displaystyle {\vec {F}}={\frac {R\sin(\theta _{k})-\rho _{0}}{r{\sqrt {R^{2}-r^{2}}}}}C{\dot {\psi }}^{2}\sin(\theta ){\hat {e}}_{\theta }\quad {\text{mit}}\quad \rho _{0}:={\frac {A-C}{C}}r\cos(\theta )}
Die vertikale Komponente dieser Kraft wirkt vom Breitenkreis nach unten auf den Läufer, der mit entgegengesetzt gleich großer Kraft
{\displaystyle N={\frac {R\sin(\theta _{k})-\rho _{0}}{r{\sqrt {R^{2}-r^{2}}}}}C{\dot {\psi }}^{2}}
auf den Breitenkreis oder die Bodenplatte drückt. Hieraus kann bei gegebenen Abmessungen und bestimmter Umlaufgeschwindigkeit evtl. unter Berücksichtigung der Gewichtskraft des Läufers ein optimaler Neigungswinkel θ errechnet werden.
Bei θ = π⁄2 = 90° und {\displaystyle R\sin(\theta _{k})={\sqrt {R^{2}-r^{2}}}} ist wie beim #Umlauf auf einem Meridian
{\displaystyle N={\frac {C{\dot {\psi }}^{2}}{r}}}
Bei einem Vollzylinder mit Gewichtskraft {\displaystyle G=mg}, die sich aus der Masse {\displaystyle m} und der Schwerebeschleunigung {\displaystyle g} zusammensetzt, ist C = mr²/2 = Gr²/(2g). Somit resultiert
{\displaystyle {\frac {N}{G}}={\frac {r}{2g}}{\dot {\psi }}^{2}}
Das Verhältnis von Anpressdruck zur Gewichtskraft ist vom Radius {\displaystyle R} unabhängig.
Bei r = 0,2 m und einer Drehzahl von 100/min übersteigt die Normalkraft {\displaystyle N} bereits die Gewichtskraft. Da die Drehzahl mit dem Quadrat eingeht, lässt sich der Mahldruck durch Erhöhung der Umlaufgeschwindigkeit erheblich steigern.